# پاموک‌بنک
پاموک‌بنک (انگلیسی: Pamukbank) شرکت خدمات مالی و بانکداری ترکیه‌ای است، که در سال ۱۹۵۵ تأسیس شد.